# 艾朗·伊雲斯
艾朗·米高·伊雲斯（Aaron Michael Evans，1994年11月21日—），生於澳洲高士福，澳洲足球運動員，司職防守中場，於16歲便為坎培拉上陣，於2014年9月來港加盟香港超級聯賽球會和富大埔至季尾，現時效力印尼超級聯賽球會巴日托。

## 外部連結
- 香港足球總會網頁球員註冊資料 （页面存档备份，存于）